# Олександрійський завод підйомно-транспортного устаткування
Олександрі́йський заво́д підйо́мно-тра́нспортного устаткува́ння — підприємство, що спеціалізується на виготовленні вантажопідіймальних кранів і кранового устаткування.

## Історія
Олександрійський завод підйомно-транспортного устаткування заснований у 1962 році. За радянських часів крім кранового обладнання випускав товари широкого вжитку.
У 1974 році спільно з ВНІІПТМАШ розроблені і запущені в серійне виробництво кілька інноваційних проектів: мостовий електричний статично визначених кран великого прольоту (до 34,5 м), мостовий електричний кран у вибухонебезпечному виконанні, зниження металоємності мостових двобалкових кранів, установка дистанційного керування кранами..
Станом на 1986 рік продукція заводу надходила у всі республіки Радянського Союзу та в десяток країн зарубіжжя. Завод випускав кожного року більше тисячі підйомних кранів..
До 1991 року був налагоджений серійних випуск підйомних кранів, які експлуатувалися на території всього Радянського Союзу. За роки незалежності України змінив кілька назв і організаційно-правових форм. У 2014 році завод повернувся в свого колишнього славному імені, широко відомому за межами Союзу.
У 1978 році випущений ювілейний десятитисячний підйомний кран..
З 1962 року по теперішній час випущено більше 20 тисяч підйомних кранів.

## Виробництво
Діяльність заводу, спрямована на виготовлення підйомно-транспортного устаткування, мостових та козлових підйомних кранів.
Крани мостові виготовляються вантажопідйомністю до 125 т, мостові однобалочні до 16 т, козлові до 40 т.